# Робін Седер
Робін Мікаель Седер (швед. Robin Mikael Söder, нар. 1 квітня 1991 Магра, Швеція) — шведський футболіст, центральний форвард клубу «Гетеборг» і збірної Швеції.

## Ігрова кар'єра

### Клубна
Робін Седер народився у містечку Магра. Там же почав займатися футболом у місцевих командах, які виступали у нижчих дивізіонах.
Свій перший професійний контракт Седер підписав у грудні 2007 року з клубом «Гетеборг», де починав з молодіжної команди, та вже згодом почав тренуватися з основним складом. Влітку 2008 року футболіст дебютував у матчах Аллсвенскан. У перший сезон Седер отримав нагороду кращого новачка шведського чемпіонату.
На початку 2009 року зацікавленість у послугах шведського форварда виявляли ряд клубів з німецької Бундесліги та італійської Серії A.
У 2014 році футболіст переходить до складу данського клубу «Есб'єрг», де провів три сезони.
Ще один повний сезон Седер провів в Бельгії, де захищав кольори клубу «Локерен».
У 2018 році Робін повернувся до клубу «Гетеборг».

### Збірна
У 2007 році Робін Седер був капітаном юнацької збірної Швеції. Йому належить рекорд, як наймолодшому гравцю молодіжної збірної. 5 вересня 2008 року під час матчу із польськими ровесниками Седеру було 17 років і 157 днів. У 2009 році Робін брав участь у домашньому молодіжному Євро — 2009, де зіграв у півфінальній грі проти команди Англії. Але вже у додатковий час Седер отримав травму зв'язок.
12 січня 2020 року у товариському матчі проти збірної Косово Седер дебютував у складі національної збірної Швеції.

## Досягнення
Гетеборг
- Володар Кубка Швеції: 2008, 2012/13, 2019/20